# 금호강변검단축구장
금호강변검단축구장(琴湖江邊檢丹蹴球場, Geumho Reiverside Geomdan Football Field)은 대한민국 대구광역시에 있는 스포츠 시설이다. 인조잔디 필드가 갖춰진 경기장이며, 2021년에 준공되었다.

## 참고 문헌
- “금호강변검단축구장”. 《공유누리》. 대한민국 행정안전부.
- 《2023 전국 공공체육시설 현황 (2022년 12월말 기준)》. 대한민국 문화체육관광부. 2024.